# Nims-Sauertalbahn
| |                      |                                   |                                   |
| Streckennummer: | 3104                 |                                   |                                   |
| Kursbuchstrecke (DB): | zuletzt 263 h (1968) |                                   |                                   |
| Kursbuchstrecke: | 248r (1946)          |                                   |                                   |
| Streckenlänge: | 44,6 km              |                                   |                                   |
| Spurweite: | 1435 mm (Normalspur) |                                   |                                   |
| Streckenklasse: | C4                   |                                   |                                   |
| |                      |                                   |                                   |
| \| \| \| von Köln \| \| \| \| 0,0 \| Bitburg-Erdorf \| Bitburg-Erdorf \| \| \| \| nach Trier \| \| \| \| \| Kyll \| \| \| \| 6,2 \| Bitburg \| Bitburg \| \| \| \| zum Flugplatz Bitburg (Awanst) \| \| \| \| 8,1 \| Masholder \| Masholder \| \| \| 10,5 \| Messerich \| Messerich \| \| \| \| Niederstedem Freiladegleis UA RWE \| \| \| \| 14,3 \| Wolsfeld \| Wolsfeld \| \| \| 17,5 \| Niederweis \| Niederweis \| \| \| \| Nims und B 257, 2020 abgebaut \| \| \| \| 21,0 \| Irreler Tunnel (400 m) \| Irreler Tunnel (400 m) \| \| \| 22,2 \| Irrel \| Irrel \| \| \| \| Irreler Viadukt \| \| \| \| 23,8 \| Menningen \| Menningen \| \| \| \| Menninger Viadukt \| \| \| \| 26,0 \| Minden (Sauer) \| Minden (Sauer) \| \| \| 27,2 \| Edingen (Bez Trier) \| Edingen (Bez Trier) \| \| \| 29,0 \| Ralinger Tunnel (336 m) \| Ralinger Tunnel (336 m) \| \| \| 29,9 \| Ralingen \| Ralingen \| \| \| 34,8 \| Wintersdorf \| Wintersdorf \| \| \| 39,6 \| Metzdorf \| Metzdorf \| \| \| 42,6 \| Mesenich \| Mesenich \| \| \| 43,3 \| Mesenicher Tunnel (827 m) \| Mesenicher Tunnel (827 m) \| \| \| \| von Luxemburg \| \| \| \| 45,7 \| Igel West \| Igel West \| \| \| 47,0 \| Igel \| Igel \| \| \| \| nach Trier \| \| |                      |                                   |                                   |
| |                      | von Köln                          |                                   |
| Bahnhof | 0,0                  | Bitburg-Erdorf                    | Bitburg-Erdorf                    |
| Abzweig ehemals geradeaus und nach links |                      | nach Trier                        | nach Trier                        |
| Brücke über Wasserlauf (Strecke außer Betrieb) |                      | Kyll                              | Kyll                              |
| Bahnhof (Strecke außer Betrieb) | 6,2                  | Bitburg                           | Bitburg                           |
| Abzweig geradeaus und nach links (Strecke außer Betrieb) |                      | zum Flugplatz Bitburg (Awanst)    | zum Flugplatz Bitburg (Awanst)    |
| Haltepunkt / Haltestelle (Strecke außer Betrieb) | 8,1                  | Masholder                         | Masholder                         |
| Bahnhof (Strecke außer Betrieb) | 10,5                 | Messerich                         | Messerich                         |
| Dienststation / Betriebs- oder Güterbahnhof (Strecke außer Betrieb) |                      | Niederstedem Freiladegleis UA RWE | Niederstedem Freiladegleis UA RWE |
| Bahnhof (Strecke außer Betrieb) | 14,3                 | Wolsfeld                          | Wolsfeld                          |
| Bahnhof (Strecke außer Betrieb) | 17,5                 | Niederweis                        | Niederweis                        |
| Brücke über Wasserlauf (Strecke außer Betrieb) |                      | Nims und B 257, 2020 abgebaut     | Nims und B 257, 2020 abgebaut     |
| Tunnel (Strecke außer Betrieb) | 21,0                 | Irreler Tunnel (400 m)            | Irreler Tunnel (400 m)            |
| Bahnhof (Strecke außer Betrieb) | 22,2                 | Irrel                             | Irrel                             |
| Brücke (Strecke außer Betrieb) |                      | Irreler Viadukt                   | Irreler Viadukt                   |
| Haltepunkt / Haltestelle (Strecke außer Betrieb) | 23,8                 | Menningen                         | Menningen                         |
| |                      | Menninger Viadukt                 |                                   |
| Haltepunkt / Haltestelle (Strecke außer Betrieb) | 26,0                 | Minden (Sauer)                    | Minden (Sauer)                    |
| Bahnhof (Strecke außer Betrieb) | 27,2                 | Edingen (Bez Trier)               | Edingen (Bez Trier)               |
| Tunnel (Strecke außer Betrieb) | 29,0                 | Ralinger Tunnel (336 m)           | Ralinger Tunnel (336 m)           |
| Bahnhof (Strecke außer Betrieb) | 29,9                 | Ralingen                          | Ralingen                          |
| Bahnhof (Strecke außer Betrieb) | 34,8                 | Wintersdorf                       | Wintersdorf                       |
| Bahnhof (Strecke außer Betrieb) | 39,6                 | Metzdorf                          | Metzdorf                          |
| Bahnhof (Strecke außer Betrieb) | 42,6                 | Mesenich                          | Mesenich                          |
| Tunnel (Strecke außer Betrieb) | 43,3                 | Mesenicher Tunnel (827 m)         | Mesenicher Tunnel (827 m)         |
| Abzweig ehemals geradeaus und von rechts |                      | von Luxemburg                     | von Luxemburg                     |
| Überleitstelle / Spurwechsel | 45,7                 | Igel West                         | Igel West                         |
| Bahnhof | 47,0                 | Igel                              | Igel                              |
| |                      | nach Trier                        |                                   |

Die Nims-Sauertalbahn war eine eingleisige, normalspurige, nicht elektrifizierte Nebenbahn (Staatsbahn) von Bitburg-Erdorf (an der Eifelstrecke Trier–Köln) nach Igel im Moseltal. Sie führte aus dem Kylltal über Bitburg und Irrel durch das Nimstal sowie das Sauertal.
Die Strecke ist ab dem Bahnhof Bitburg in Richtung Irrel bzw. Igel stillgelegt und zurückgebaut. Das Teilstück zwischen Bitburg und Bitburg-Erdorf ist seit 2015 eine Werksbahn des  Stromnetzbetreibers Amprion, also keine öffentliche Eisenbahninfrastruktur mehr.

## Streckenverlauf und Geschichte
Die Strecke wurde in mehreren Abschnitten ab 1910 von Erdorf nach Bitburg und weiter bis Igel an der Mosel gebaut. Der Lückenschluss im letzten Abschnitt erfolgte 1915. Die Verlängerung über die Trierer Weststrecke ermöglichte via Bahnhof Trier West den Anschluss der Südeifel an das Oberzentrum. Ob strategische Gründe für den Bahnbau im Bereich der deutsch-luxemburger Grenze ausschlaggebend waren, kann vermutet werden, ist aber nicht belegt. Es wurden mehrere Brücken, Viadukte und Durchlässe sowie insgesamt drei Tunnel (von Norden: Irreler Tunnel, Ralinger Tunnel, Mesenicher Tunnel) gebaut. Der Irreler Tunnel wies als Besonderheit die „Russische Blockbauweise“ im Oberbau auf. Des Weiteren existiert dort eine Verbindung (Schacht) zum genau darüber gelegenen Panzerwerk Katzenkopf, welche bis heute zu Spekulationen Anlass gibt.
Am Grenzfluss Sauer verlief die Bahn parallel zur Prinz-Heinrich-Bahn (Ligne de la Sûre) auf luxemburgischer Seite, welche bereits Jahrzehnte zuvor erbaut wurde, und zu der während des Zweiten Weltkriegs ab Edingen (Bez. Trier) ein provisorisches Verbindungsgleis über die Sauer bestand. Der Anschluss der im Nims- und Sauertal gelegenen Dörfer an die Bahn brachte für diese in den 1920er Jahren einen erheblichen wirtschaftlichen Aufschwung mit sich. Aufgrund des dennoch vergleichsweise geringen Verkehrsaufkommens wurde vereinfachter Nebenbahndienst (Zugleitbetrieb) eingeführt, da die Nebenstrecke immer nur regionale Bedeutung hatte, weil der Durchgangsverkehr die Eifelstrecke Köln–Trier nahm. (1933 war eine zusätzliche Verbindungsbahn von Bitburg über Sinspelt nach Irrel in Planung; das Projekt wurde aber nicht ausgeführt.) Ende der 1930er Jahre stieg das Verkehrsaufkommen vorübergehend durch den Bau des Westwalls stark an. Die Bahnanlagen – insbesondere Brücken und Tunnel – wurden 1944/1945 durch alliierten Beschuss, aber auch durch die Wehrmacht, erheblich zerstört, sodass erst Jahre später die Wiedereröffnung der Streckenabschnitte erfolgte. In den 1950er Jahren erfuhr die Bahn einen Aufschwung; dazu hat vor allem der verstärkte Einsatz von damals neuen Dieseltriebwagen („Schienenbus“) beigetragen, die bald die (dampf)lokbespannten Personenzüge ablösten und einen wirtschaftlicheren Betrieb möglich machten.
In den 1960er Jahren wuchs durch die Massenmotorisierung der Individualverkehr wie vielerorts an Kyll, Nims und Sauer. Infolgedessen wurde der Personenverkehr am 29. September 1969 eingestellt und auf Bahnbusse verlagert; im gleichen Jahr wurde der Gesamtverkehr, also auch der Gütertransport, auf dem südlichen Teil der Strecke zwischen Edingen und Igel beendet. Die Schieneninfrastruktur wurde bald darauf zurückgebaut. Der restliche Güterverkehr von/bis Irrel (einschließlich Anschlussstelle Edingen (Bez Trier)) wurde noch fast 20 Jahre über Bitburg aufrechterhalten, die Güterzüge fuhren in den letzten Jahren nur noch werktags bei Bedarf. Am 24. September 1988 wurde der Abschnitt Edingen–Irrel–Wolsfeld stillgelegt und in den Folgejahren die Gleise demontiert. Seit diesem Zeitpunkt wurde bei Bedarf nur noch Wolsfeld angefahren. Trotz einer grundlegenden Oberbausanierung Anfang der 1990er Jahre, die auf die Vorhaltung eines NATO-Tanklagers am Bahnhof Wolsfeld zurückzuführen ist, wurde der Abschnitt Bitburg – Wolsfeld zurückgebaut, nachdem der Güterverkehr am 31. August 1995 von der DB eingestellt worden war.
Auf dem circa 6 Kilometer langen Streckenabschnitt zwischen Bitburg-Erdorf und Bitburg (Stadt) ist die Eisenbahninfrastruktur betriebsfähig erhalten.
Im Bereich Bitburg – Igel (circa 40 Kilometer) wurde die entwidmete Strecke zum großen Teil in einen Bahntrassenradweg umgebaut (Nimstal-Radweg/Sauertal-Radweg), im südlichen Bereich tangiert die ehemalige Schienstrecke teilweise die nachfolgend erbaute B 418. Auf einigen Kilometern ist die Trasse auch in einen Dornröschenschlaf verfallen und wird von der Natur zurückerobert. Ein ganz kleiner Teil der Grundstücksfläche wurde privat verkauft und teilweise überbaut.
Am 16. April 2002 übernahmen die Stadtwerke Bitburg den 6,34 Kilometer langen Teilabschnitt Bitburg Stadt – Bitburg-Erdorf von der DB. Als Eisenbahninfrastrukturunternehmen des öffentlichen Verkehrs hatten sie seit dem 26. Juli 2002 die Genehmigung zum Betrieb der Bahnstrecke. An dem Kaufpreis von einer Million Euro hat sich RWE mit 40 Prozent beteiligt und damit eine Garantie erhalten, dass 30 Jahre lang Trafotransporte für das Umspannwerk Niederstedem (Trasse für Höchstspannungsnetz) darüber abgewickelt werden können. Seit Anfang 2008 kreuzt eine Verbindungsstraße die Gleise in Höhe des Bitburger Bahnhofsgeländes in Verlängerung der Güterstraße mit einem niveaugleichen Bahnübergang. Dort, wo bis vor Jahren Ladegleise im Bahnhof Bitburg Stadt verlegt waren, verläuft heute parallel zum verbliebenen Gleis ein Radweg. Seit 2013 steht hier zudem ein Seniorenheim.
Anfang August 2014 wurde wegen des defizitären Betriebs und anstehender Streckeninvestitionen das Stilllegungsverfahren gemäß § 11 AEG eingeleitet, und Mitte Oktober beschloss die Stadt Bitburg, die Strecke zu verkaufen. In diesem Rahmen hat Amprion, ein RWE-Beteiligungsunternehmen, die Bahnstrecke erworben und von September 2015 bis Juni 2016 grundlegend sanieren lassen (Oberbau, Brückenbauwerke), um die Trafo-Schwertransporte weiterhin zu gewährleisten. Zum Abschluss der Instandsetzungsmaßnahmen erfolgte am 23. Juni 2016 eine Bereisung für geladene Gäste im Auftrag des Betreibers mit einem Schienenbus der Vulkan-Eifel-Bahn ab Gerolstein über Erdorf nach Bitburg und zurück.
Die Anschlussbahn vom Bahnhof Bitburg Stadt zur ehemaligen US-Air Base Bitburg, heute ein Gewerbegebiet, ist nicht mehr befahrbar, der Oberbau wurde nach Auflassung durch die United States Air Force 1994 stückweise abgebaut, einige noch vorhandene Gleismeter vor dem ehemaligen Flugplatzgelände sind in desolatem Zustand. Es haben sich keine der dort ansässigen Firmen um einen Gleisanschluss bemüht; eine Reaktivierung als Industriegleis kann als ausgeschlossen bezeichnet werden.
Mit der Aufarbeitung und Dokumentation der Geschichte dieser ehemaligen Nebenbahn befasst sich seit dem Jahr 2000 die AG Eisenbahngeschichte Nims-Sauertal-Bahn im Geschichtlichen Arbeitskreis Bitburger Land.

## Verkehr
Planmäßiger Eisenbahnverkehr findet auf der Strecke zurzeit nicht statt.
Personenverkehr: Nach der Einstellung des SPNV auf der Nims-Sauertalbahn 1969/1970 wurden die Leistungen jeweils von den Linienbussen der Deutschen Bundesbahn bzw. der Kraftpost übernommen und werden auch weiterhin von der hieraus entstandenen RMV durchgeführt.
Güterverkehr: Die Güterzugverkehre von und zur Bitburger Brauerei wurden zum 31. Dezember 2005 eingestellt und auf LKW verfrachtet. Seit Januar 2006 findet im Abschnitt Erdorf–Bitburg kein regelmäßiger Eisenbahngüterverkehr statt. 2010 wurde der Bahnhof zum Abstellen vorübergehend nicht benötigter Güterwagen der CFL benutzt. Bei Bedarf, das heißt sporadisch und mit langen Unterbrechungen, wurden und werden Trafotransporte nach Bitburg Stadt durchgeführt, die dann weiter als Straßen-Schwertransport zum Umspannwerk Niederstedem gebracht werden. Dies ist der Haupt-Betriebszweck seit Übernahme und Instandsetzung der Strecke durch die Fa. Amprion.
Sonderfahrten: Im Oktober 1980 befuhr eine Schienenbusgarnitur die Strecke bis Edingen (Bez Trier), veranstaltet von der DGEG. In den Jahren 1986, 1987 und 1988 wurden noch weitere, insgesamt vier, lokbespannte Sonderzüge bis Irrel – und z. T. bis zur Anschlussstelle Edingen (Bezirk Trier) – geführt. Seit den 1990er Jahren wurden bis Bitburg (Stadt) vereinzelt Sonderfahrten durchgeführt, zum Teil Nostalgiefahrten von Vereinen oder gecharterte sogenannte Tanzzüge. Von 2009 bis 2014 ist im Rahmen des Raderlebnistages „Kylltal aktiv“ (jeweils an einem Sonntag im Juli) ein Pendelverkehr mit der Möglichkeit der Fahrradmitnahme zwischen Bitburg-Erdorf und Bitburg Stadt von DB Regio Südwest mit einem Silberling-Wendezug bzw. Dieseltriebwagen (628) durchgeführt worden; danach wurde der Pendelverkehr nach Bitburg Stadt nicht mehr weitergeführt, vermutlich da die 628er seit dem vorangegangenen Fahrplanwechsel nicht mehr eingesetzt werden. Seit der Übernahme der Strecke durch die Fa. Amprion als Werksbahn ist mit Sonderfahrten kaum noch zu rechnen. Außer der erwähnten nicht-öffentlichen Schienenbus-Sonderfahrt am 23. Juni 2016 fanden im Juli 2017 vier öffentliche Sonderfahrten der VEB/AKE von Gerolstein nach Bitburg und zurück statt, danach keine mehr.

## Bauwerke und Denkmalschutz

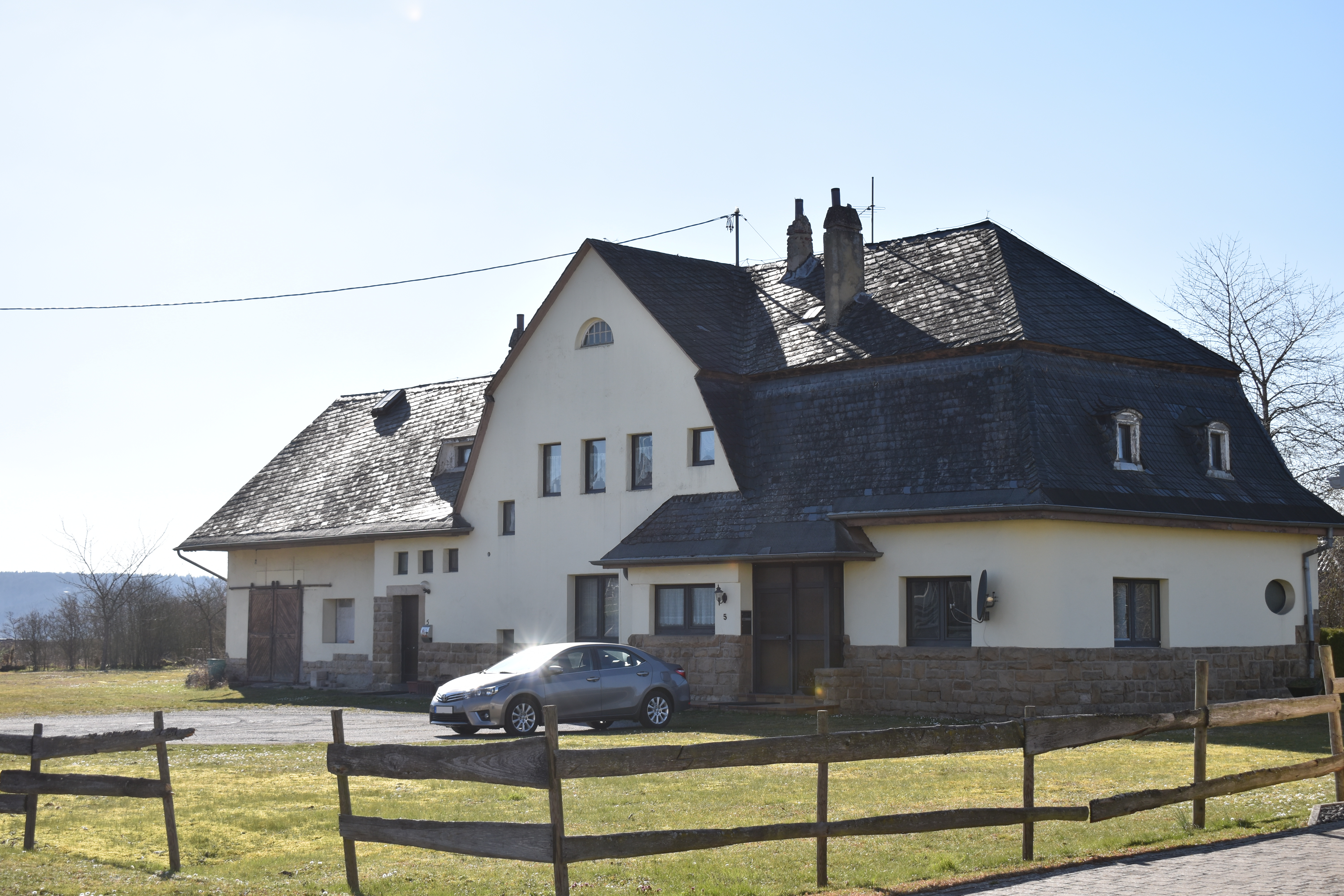
Ehemaliges Bahnhofsgebäude Messerich

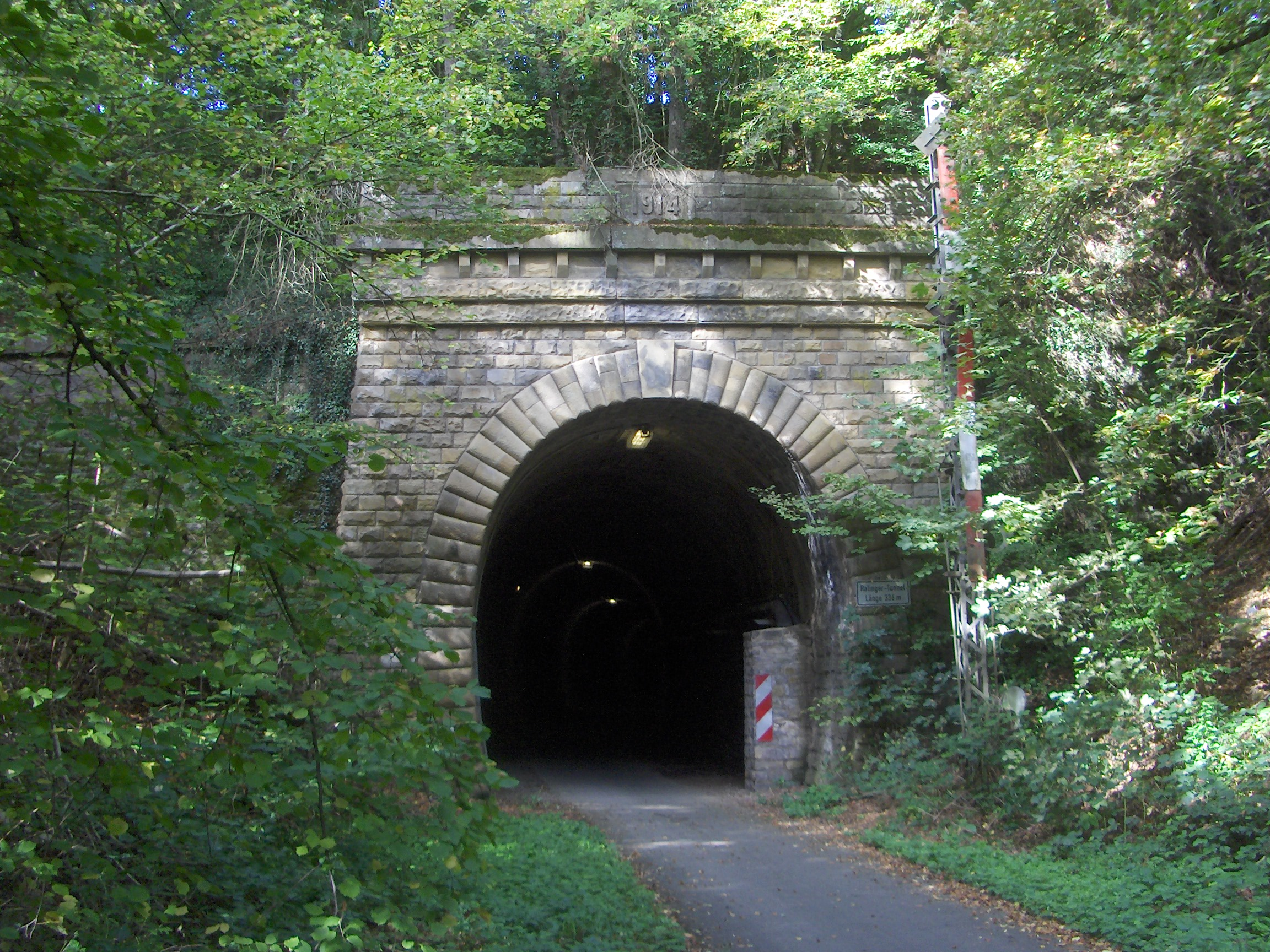
Südportal des Ralinger Tunnels

In folgenden Ortschaften wurden feste Bahnhofsgebäude erbaut: Erdorf (im Rahmen der Eifelstrecke Trier – Köln), Bitburg, Messerich, Wolsfeld, Niederweis, Irrel, Edingen (Bez Trier), Ralingen, Wintersdorf, Metzdorf, Mesenich, Igel. Die Empfangsgebäude wurden alle nach Beendigung des Personenverkehrs von der DB an private Käufer veräußert. Die dörflichen Bahnhofsgebäude weisen einen für die Zeit vor bzw. während des 1. Weltkriegs charakteristischen Heimatschutzstil mit Mittelgiebel und lang heruntergezogem Walm-/Mansardendach auf. Ähnliche Gebäudetypen kommen vor allem im Hunsrück und Saarland aus dieser Zeit vor. Einfache Unterstände waren an den Haltepunkten während der Zeit des Personenverkehrs in Masholder, Menningen und Minden anzutreffen. Neben zahlreichen kleineren Brückenbauwerken, Über- und Unterführungen sowie Durchlässen sind folgende Kunstbauten hervorzuheben:
- Kyllbrücke* bei Erdorf,
- Nimsbrücke zwischen Niederweis und Irrel (2020 demontiert),[6]
- Irreler Tunnel (400 m),[7]
- Prümbrücke bei der Irreler Mühle,
- Menninger Viadukt*,[8]
- Ralinger Tunnel (336 m),[9]
- Mesenicher Tunnel (827 m).[10]

Als Kulturdenkmäler geschützt sind u. a. die mit *) gekennzeichneten Kunstbauten.
Im südlichen Teil der Strecke, ab Irrel, wurden im Zuge des Baues der Westwallbefestigungen zahlreiche Bunkeranlagen auch unmittelbar am Bahnkörper errichtet, so z. B. oberhalb des Tunnelportals bei Irrel, die zur Nahverteidigung des Verkehrsweges dienen sollten. Ohnehin befinden sich im Bereich von Irrel und entlang der unteren Sauer hunderte von Bunkern, die nach dem 2. Weltkrieg gesprengt worden sind.